# Empoli Football Club 2022-2023
Questa voce raccoglie le informazioni riguardanti l'Empoli Football Club nelle competizioni ufficiali della stagione 2022-2023.

## Stagione
Nella stagione 2022-2023 l’Empoli disputa il 15º campionato a girone unico di Serie A, il 2ª consecutivo nella massima serie. Dopo la separazione da Aurelio Andreazzoli, che nella stagione precedente aveva condotto l'Empoli a un discreto 14º posto finale, la società toscana nomina come nuovo allenatore Paolo Zanetti, che ritorna nel club azzurro a distanza di sedici anni. In campionato l'Empoli raccoglie 43 punti che valgono il quattordicesimo posto finale, bissando il piazzamento della stagione scorsa. Discreto il girone di andata nel quale i toscani ottengono 25 punti, nel girone di ritorno perdono alcune posizioni, raggiungendo una tranquilla salvezza. Breve anche il percorso in Coppa Italia dell'Empoli, subito eliminato nei trentaduesimi del torneo dalla Spal, che si è imposta (1-2) dopo i tempi supplementari.

## Divise e sponsor
Lo sponsor tecnico per la stagione 2022-2023 è Kappa
L'Empoli conferma come main sponsor Computer Gross, azienda che distribuisce prodotti e servizi di informatica e telecomunicazione. Il secondo sponsor, per quanto riguarda la prima maglia (casa), è Sammontana, mentre, per quanto riguarda la seconda e la terza maglia, lo sponsor è Saint Gobain, come sleeve sponsor (presente sulla manica sinistra della maglia) Contrader; confermato anche il back sponsor Pediatrica.
La prima maglia è blu intenso. Il colletto è a taglio vivo
La seconda maglia è bianca con i loghi blu. Il colletto è a taglio vivo.
La terza maglia ha una grafica astratta nera tono su tono, con i bordi e i loghi giallo fluorescente.
| Casa | Trasferta | Terza divisa |
| ---- | --------- | ------------ |

## Organigramma societario
Area direttiva
- Presidente: Fabrizio Corsi
- Vice presidente e consigliere: Rebecca Corsi
- Amministratore delegato: Francesco Ghelfi
- Collegio sindacale: Cristiano Baldini, Pier Giovanni Baldini, Aldo Lolli
- Direttore sportivo: Pietro Accardi
- Direttore Operativo: Gianmarco Lupi
- Segretario generale: Stefano Calistri
- Segretario sportivo: Graziano Billocci

Area sportiva
- Direttore sportivo settore giovanile: Federico Bargagna
- Responsabile area tecnica settore giovanile: Matteo Silvestri
- Supervisore area scouting: Alberto Sisi
- Segretario settore giovanile: Alessio Vignoli

Area comunicazione
- Ufficio comunicazione: Luca Casamonti, Filippo Tecce
- Slo: Marco Patrinostro
- Responsabile biglietteria: Francesco Assirelli
- Delegato alla sicurezza: Giuseppe Spazzoni

Area tecnica
- Allenatore: Paolo Zanetti
- Allenatore in seconda: Alberto Bertolini
- Collaboratori tecnici: Stefano Bianconi, Nicola Beati
- Preparatore dei portieri: Vincenzo Sicignano
- Preparatori atletici: Rocco Perrotta, Fabio Trentin
- Recupero infortunati: Paolo Giordani
- Match Analyst: Giampiero Pavone, Damiano Bertani
- Magazzinieri: Luca Batini, Riccardo Nacci, Sauro Spera

Area sanitaria
- Responsabile sanitario: Luca Gatteschi
- Medico sociale: Jacopo Giuliattini
- Fisioterapisti: Francesco Marino, Claudio Patti, Mirko Baldini
- Podologo: Daniele Palla

## Rosa
Aggiornata al 6 gennaio 2023.
| N. |                           | Ruolo | Calciatore             |
| -- | ------------------------- | ----- | ---------------------- |
| 1  | Italia (bandiera)         | P     | Samuele Perisan        |
| 3  | Nuova Zelanda (bandiera)  | D     | Liberato Cacace        |
| 4  | Polonia (bandiera)        | D     | Sebastian Walukiewicz  |
| 5  | Slovenia (bandiera)       | C     | Leo Štulac             |
| 5  | Italia (bandiera)         | C     | Alberto Grassi         |
| 6  | Belgio (bandiera)         | D     | Koni De Winter         |
| 7  | Paesi Bassi (bandiera)    | A     | Sam Lammers            |
| 8  | Scozia (bandiera)         | C     | Liam Henderson         |
| 9  | Uruguay (bandiera)        | A     | Martín Satriano        |
| 10 | Albania (bandiera)        | C     | Nedim Bajrami          |
| 11 | Costa d'Avorio (bandiera) | C     | Jean-Daniel Akpa-Akpro |
| 13 | Italia (bandiera)         | P     | Guglielmo Vicario      |
| 14 | Croazia (bandiera)        | A     | Marko Pjaca            |
| 15 | Italia (bandiera)         | C     | Giovanni Crociata      |
| 16 | Italia (bandiera)         | C     | Jacopo Fazzini         |
| 17 | Svezia (bandiera)         | A     | Emmanuel Ekong         |
| 18 | Romania (bandiera)        | C     | Răzvan Marin           |
| 19 | Italia (bandiera)         | A     | Francesco Caputo       |
| 20 | Italia (bandiera)         | D     | Duccio Degli Innocenti |

| N. |                     | Ruolo | Calciatore                    |
| -- | ------------------- | ----- | ----------------------------- |
| 22 | Italia (bandiera)   | P     | Jacopo Furlan                 |
| 22 | Kosovo (bandiera)   | P     | Samir Ujkani                  |
| 23 | Italia (bandiera)   | A     | Mattia Destro                 |
| 24 | Nigeria (bandiera)  | D     | Tyronne Ebuehi                |
| 25 | Italia (bandiera)   | C     | Filippo Bandinelli (capitano) |
| 26 | Italia (bandiera)   | D     | Lorenzo Tonelli               |
| 28 | Italia (bandiera)   | A     | Nicolò Cambiaghi              |
| 30 | Slovenia (bandiera) | D     | Petar Stojanović              |
| 31 | Italia (bandiera)   | P     | Gian Marco Fantoni            |
| 32 | Svizzera (bandiera) | C     | Nicolas Haas                  |
| 33 | Italia (bandiera)   | D     | Sebastiano Luperto            |
| 34 | Albania (bandiera)  | D     | Ardian Ismajli                |
| 35 | Italia (bandiera)   | A     | Tommaso Baldanzi              |
| 36 | Italia (bandiera)   | D     | Gabriele Guarino              |
| 38 | Italia (bandiera)   | D     | Gabriele Indragoli            |
| 40 | Slovenia (bandiera) | P     | Lovro Štubljar                |
| 65 | Italia (bandiera)   | D     | Fabiano Parisi                |
| 68 | Italia (bandiera)   | A     | Davide Merola                 |

## Calciomercato

### Sessione estiva(dal 01/07 al 01/09)
| Acquisti         | Acquisti               | Acquisti        | Acquisti                                      |
| R.               | Nome                   | da              | Modalità                                      |
| ---------------- | ---------------------- | --------------- | --------------------------------------------- |
| P                | Samuele Perisan        | Pordenone       | definitivo                                    |
| P                | Lovro Štubljar         | Domžale         | definitivo                                    |
| P                | Samir Ujkani           | svincolato      | nuovo contratto                               |
| D                | Koni De Winter         | Juventus        | prestito                                      |
| D                | Tyronne Ebuehi         | Benfica B       | definitivo                                    |
| D                | Sebastiano Luperto     | Napoli          | rinnovo prestito con obbligo di riscatto      |
| D                | Sebastian Walukiewicz  | Cagliari        | prestito con obbligo di riscatto condizionato |
| C                | Jean-Daniel Akpa-Akpro | Lazio           | prestito                                      |
| C                | Giovanni Crociata      | SPAL            | fine prestito                                 |
| C                | Alberto Grassi         | Parma           | prestito con obbligo di riscatto condizionato |
| C                | Răzvan Marin           | Cagliari        | prestito con diritto di riscatto              |
| A                | Nicolò Cambiaghi       | Atalanta        | prestito                                      |
| A                | Mattia Destro          | Genoa           | definitivo                                    |
| A                | Sam Lammers            | Atalanta        | prestito                                      |
| A                | Marko Pjaca            | Juventus        | prestito con diritto di riscatto              |
| A                | Martín Satriano        | Inter           | prestito                                      |
| Altre operazioni |                        |                 |                                               |
| R.               | Nome                   | da              | Modalità                                      |
| P                | Niccolò Chiorra        | Taranto         | fine prestito                                 |
| D                | Liberato Cacace        | Sint-Truiden    | definitivo                                    |
| D                | Roberto Pirrello       | Cosenza         | fine prestito                                 |
| D                | Petar Stojanović       | Dinamo Zagabria | definitivo                                    |
| D                | Davide Zappella        | Pescara         | fine prestito                                 |
| C                | Simone Canestrelli     | Crotone         | fine prestito                                 |
| C                | Tommaso Fantacci       | Gubbio          | fine prestito                                 |
| C                | Giuseppe Montaperto    | Teramo          | fine prestito                                 |
| A                | Davide Merola          | Foggia          | fine prestito                                 |
| A                | Kevin Piscopo          | SPAL            | fine prestito                                 |

| Cessioni         | Cessioni              | Cessioni              | Cessioni                                                      |
| R.               | Nome                  | a                     | Modalità                                                      |
| ---------------- | --------------------- | --------------------- | ------------------------------------------------------------- |
| P                | Jacopo Furlan         | Perugia               | definitivo                                                    |
| P                | Samir Ujkani          |                       | fine contratto                                                |
| D                | Riccardo Fiamozzi     |                       | svincolato                                                    |
| D                | Riccardo Marchizza    | Sassuolo              | fine prestito                                                 |
| D                | Simone Romagnoli      | Parma                 | definitivo                                                    |
| D                | Mattia Viti           | Nizza                 | definitivo                                                    |
| C                | Kristjan Asllani      | Inter                 | prestito (4 milioni €) con obbligo di riscatto (10 milioni €) |
| C                | Marco Benassi         | Fiorentina            | fine prestito                                                 |
| C                | Giovanni Crociata     | Südtirol              | prestito                                                      |
| C                | Federico Di Francesco | SPAL                  | fine prestito                                                 |
| C                | Leo Štulac            | Palermo               | prestito con obbligo di riscatto                              |
| C                | Valerio Verre         | Sampdoria             | fine prestito                                                 |
| C                | Szymon Żurkowski      | Fiorentina            | fine prestito                                                 |
| A                | Patrick Cutrone       | Wolverhampton         | fine prestito                                                 |
| A                | Andrea La Mantia      | SPAL                  | prestito con obbligo di riscatto                              |
| A                | Andrea Pinamonti      | Inter                 | fine prestito                                                 |
| Altre operazioni |                       |                       |                                                               |
| R.               | Nome                  | a                     | Modalità                                                      |
| P                | Valerio Biagini       | San Donato Tavarnelle | prestito                                                      |
| P                | Niccolò Chiorra       | Mantova               | prestito                                                      |
| D                | Simone Canestrelli    | Pisa                  | prestito                                                      |
| D                | Leonardo Pezzola      | Piacenza              | prestito                                                      |
| D                | Roberto Pirrello      | Pordenone             | definitivo                                                    |
| D                | Alessio Rizza         | Piacenza              | prestito                                                      |
| D                | Davide Zappella       | Virtus Entella        | definitivo                                                    |
| C                | Samuele Damiani       | Palermo               | definitivo (300 mila €)                                       |
| C                | Tommaso Fantacci      | Pontedera             | prestito                                                      |
| C                | Samuele Ricci         | Torino                | definitivo                                                    |
| A                | Leonardo Mancuso      | Monza                 | definitivo                                                    |
| A                | Davide Merola         | Cosenza               | prestito con diritto di opzione e contro-opzione              |
| A                | Kevin Piscopo         | Pordenone             | definitivo                                                    |

### Sessione invernale(dal 02/01 al 31/01)
| Acquisti | Acquisti         | Acquisti  | Acquisti                         |
| R.       | Nome             | da        | Modalità                         |
| -------- | ---------------- | --------- | -------------------------------- |
| A        | Francesco Caputo | Sampdoria | prestito con obbligo di riscatto |

| Cessioni | Cessioni    | Cessioni  | Cessioni |
| R.       | Nome        | da        | Modalità |
| -------- | ----------- | --------- | -------- |
| A        | Sam Lammers | Sampdoria | prestito |

## Risultati

### Serie A

#### Girone di andata
| Arbitro: | Chiffi (Padova) |

|           |           |  |
| Nzola 36’ | Marcatori |  |

| Empoli 21 agosto 2022, ore 18:30 CEST 2ª giornata | Empoli                 | 0 – 0 referto | Fiorentina | Stadio Carlo Castellani (10 411 spett.)\| Arbitro: \| Marchetti (Ostia Lido) \| |
| Arbitro:                                          | Marchetti (Ostia Lido) |               |            |                                                                                 |

| Arbitro: | Santoro (Messina) |

|               |           |            |
| Strefezza 40’ | Marcatori | 23’ Parisi |

| Arbitro: | Serra (Torino) |

|              |           |            |
| Baldanzi 26’ | Marcatori | 69’ Kallon |

| Arbitro: | Abisso (Palermo) |

|                       |           |                          |
| Mazzocchi 39’ Dia 61’ | Marcatori | 31’ Satriano 81’ Lammers |

| Arbitro: | Marinelli (Tivoli) |

|                |           |                        |
| Bandinelli 43’ | Marcatori | 17’ Dybala 71’ Abraham |

| Arbitro: | Volpi (Arezzo) |

|  |           |                |
|  | Marcatori | 75’ Bandinelli |

| Arbitro: | Aureliano (Bologna) |

|               |           |                                        |
| Bajrami 90+2’ | Marcatori | 79’ Rebić 90+4’ Ballo-Touré 90+5’ Leão |

| Arbitro: | Fourneau (Roma) |

|           |           |            |
| Lukić 90’ | Marcatori | 49’ Destro |

| Arbitro: | Rapuano (Rimini) |

|          |           |  |
| Haas 11’ | Marcatori |  |

| Arbitro: | Fabbri (Ravenna) |

|                                        |           |  |
| Kean 8’ McKennie 56’ Rabiot 82’, 90+4’ | Marcatori |  |

| Arbitro: | Ayroldi (Molfetta) |

|  |           |                          |
|  | Marcatori | 32’ Hateboer 59’ Lookman |

| Arbitro: | Feliciani (Teramo) |

|              |           |  |
| Baldanzi 64’ | Marcatori |  |

| Arbitro: | Pairetto (Nichelino) |

|                                 |           |  |
| Lozano 69’ (rig.) Zieliński 88’ | Marcatori |  |

| Arbitro: | Dionisi (L'Aquila) |

|                          |           |  |
| Cambiaghi 46’ Parisi 88’ | Marcatori |  |

| Arbitro: | Serra (Torino) |

|             |           |             |
| Pereyra 70’ | Marcatori | 3’ Baldanzi |

| Arbitro: | Pezzuto (Lecce) |

|                                  |           |                        |
| Felipe Anderson 2’ Zacccagni 54’ | Marcatori | 83’ Caputo 90+4’ Marin |

| Arbitro: | Santoro (Messina) |

|            |           |  |
| Ebuehi 55’ | Marcatori |  |

| Arbitro: | Rapuano (Rimini) |

|  |           |              |
|  | Marcatori | 66’ Baldanzi |

#### Girone di ritorno
| Arbitro: | Marcenaro (Genova) |

|                       |           |                           |
| Luperto 37’ Marin 69’ | Marcatori | 82’ S. Ricci 85’ Sanabria |

| Arbitro: | Dionisi (L'Aquila) |

|                      |           |  |
| Ibañez 2’ Abraham 6’ | Marcatori |  |

| Arbitro: | Giua (Olbia) |

|                             |           |                       |
| Cambiaghi 71’ Vignato 90+4’ | Marcatori | 25’ (rig.), 31’ Verde |

| Arbitro: | Prontera (Bologna) |

|            |           |               |
| Cabral 85’ | Marcatori | 28’ Cambiaghi |

| Arbitro: | Ayroldi (Molfetta) |

|  |           |                                |
|  | Marcatori | 17’ (aut.) Ismajli 28’ Osimhen |

| Arbitro: | Feliciani (Teramo) |

|                      |           |              |
| Ciurria 18’ Izzo 66’ | Marcatori | 51’ Satriano |

| Arbitro: | Cosso (Reggio Calabria) |

|  |           |           |
|  | Marcatori | 54’ Becão |

| Arbitro: | Dionisi (L'Aquila) |

|                         |           |            |
| de Roon 58’ Højlund 86’ | Marcatori | 44’ Ebuehi |

| Arbitro: | Fabbri (Ravenna) |

|                   |           |  |
| Caputo 62’ (rig.) | Marcatori |  |

| Milano 7 aprile 2023, ore 21:00 CEST 29ª giornata | Milan              | 0 – 0 referto | Empoli | Stadio Giuseppe Meazza (70 286 spett.)\| Arbitro: \| Marcenaro (Genova) \| |
| Arbitro:                                          | Marcenaro (Genova) |               |        |                                                                            |

| Arbitro: | Zufferli (Udine) |

|            |           |  |
| Dessers 4’ | Marcatori |  |

| Arbitro: | Marinelli (Tivoli) |

|  |           |                              |
|  | Marcatori | 48’, 76’ Lukaku 88’ Martínez |

| Arbitro: | Dionisi (L'Aquila) |

|                           |           |               |
| Berardi 82’, 90+7’ (rig.) | Marcatori | 11’ Cambiaghi |

| Arbitro: | La Penna (Roma) |

|                                                 |           |                     |
| Lucumí 1’ (aut.) Akpa-Akpro 45+1’ Cambiaghi 68’ | Marcatori | 88’ (rig.) Orsolini |

| Arbitro: | Volpi (Arezzo) |

|                          |           |            |
| Cambiaghi 38’ Caputo 63’ | Marcatori | 85’ Piątek |

| Arbitro: | Feliciani (Teramo) |

|            |           |               |
| Zanoli 34’ | Marcatori | 90+3’ Piccoli |

| Arbitro: | Ayroldi (Molfetta) |

|                                                  |           |            |
| Caputo 18’ (rig.), 48’ Luperto 21’ Piccoli 90+3’ | Marcatori | 85’ Chiesa |

| Arbitro: | Chiffi (Padova) |

|           |           |                      |
| Gaich 61’ | Marcatori | 90+6’ (aut.) Magnani |

| Arbitro: | Massimi (Termoli) |

|  |           |                                     |
|  | Marcatori | 48’ A. Romagnoli 90+2’ Luis Alberto |

### Coppa Italia
| Arbitro: | Volpi (Arezzo) |

|               |           |                           |
| Cambiaghi 80’ | Marcatori | 82’ Dickmann 120+1’ Arena |

## Statistiche

### Statistiche di squadra
Statistiche aggiornate al 3 giugno 2023.
| Competizione | Punti | In casa | In casa | In casa | In casa | In casa | In casa | In trasferta | In trasferta | In trasferta | In trasferta | In trasferta | In trasferta | Totale | Totale | Totale | Totale | Totale | Totale | DR  |
| Competizione | Punti | G       | V       | N       | P       | Gf      | Gs      | G            | V            | N            | P            | Gf           | Gs           | G      | V      | N      | P      | Gf     | Gs     | DR  |
| ------------ | ----- | ------- | ------- | ------- | ------- | ------- | ------- | ------------ | ------------ | ------------ | ------------ | ------------ | ------------ | ------ | ------ | ------ | ------ | ------ | ------ | --- |
| Serie A      | 43    | 19      | 8       | 4       | 7       | 22      | 23      | 19           | 2            | 9            | 8            | 15           | 26           | 38     | 10     | 13     | 15     | 37     | 49     | -12 |
| Coppa Italia | -     | 1       | 0       | 0       | 1       | 1       | 2       | 0            | 0            | 0            | 0            | 0            | 0            | 1      | 0      | 0      | 1      | 1      | 2      | -1  |
| Totale       | -     | 20      | 8       | 4       | 8       | 23      | 23      | 19           | 2            | 9            | 8            | 15           | 26           | 39     | 10     | 13     | 16     | 38     | 51     | -13 |

### Andamento in campionato
| Giornata  | 1  | 2  | 3  | 4  | 5  | 6  | 7  | 8  | 9  | 10 | 11 | 12 | 13 | 14 | 15 | 16 | 17 | 18 | 19 | 20 | 21 | 22 | 23 | 24 | 25 | 26 | 27 | 28 | 29 | 30 | 31 | 32 | 33 | 34 | 35 | 36 | 37 | 38 |
| --------- | -- | -- | -- | -- | -- | -- | -- | -- | -- | -- | -- | -- | -- | -- | -- | -- | -- | -- | -- | -- | -- | -- | -- | -- | -- | -- | -- | -- | -- | -- | -- | -- | -- | -- | -- | -- | -- | -- |
| Luogo     | T  | C  | T  | C  | T  | C  | T  | C  | T  | C  | T  | C  | C  | T  | C  | T  | T  | C  | T  | C  | T  | C  | T  | C  | T  | C  | T  | C  | T  | T  | C  | T  | C  | C  | T  | C  | T  | C  |
| Risultato | P  | N  | N  | N  | N  | P  | V  | P  | N  | V  | P  | P  | V  | P  | V  | N  | N  | V  | V  | N  | P  | N  | N  | P  | P  | P  | P  | V  | N  | P  | P  | P  | V  | V  | N  | V  | N  | P  |
| Posizione | 11 | 12 | 14 | 14 | 15 | 16 | 13 | 13 | 14 | 10 | 12 | 14 | 14 | 14 | 13 | 12 | 11 | 11 | 9  | 9  | 10 | 12 | 12 | 12 | 14 | 14 | 14 | 14 | 14 | 14 | 15 | 15 | 15 | 14 | 14 | 14 | 14 | 14 |

Fonte:  Serie A – Classifica, su legaseriea.it.
Legenda:

Luogo: C = Casa; T = Trasferta. Risultato: V = Vittoria; N = Pareggio; P = Sconfitta.

### Statistiche dei giocatori
aggiornato al 2 agosto 2022